# Gullegem Koerse 1952
De 4e editie van de Belgische wielerwedstrijd Gullegem Koerse werd verreden op 10 juni 1952. De start en finish vonden plaats in Gullegem. De winnaar was César Marcelak, gevolgd door Maurice Joye en Emmanuel Thoma.

## Uitslag
| Gullegem Koerse 1952 |                |                       |      |
| Plaats               | Naam           | Ploeg                 | Tijd |
| Winnaar              | César Marcelak | Mercier-M. Archambaud |      |
| 2                    | Maurice Joye   | Terrot-Hutchinson     |      |
| 3                    | Emmanuel Thoma | Ryssel                |      |

1942 · 1943 · 1944 · 1945 · 1946 · 1947 · 1948 · 1949 · 1950 · 1951 · 1952 · 1953 · 1954 · 1955 · 1956 · 1957 · 1958 · 1959 · 1960 · 1961 · 1962 · 1963 · 1964 · 1965 · 1966 · 1967 · 1968 · 1969 · 1970 · 1971 · 1972 · 1973 · 1974 · 1975 · 1976 · 1977 · 1978 · 1979 · 1980 · 1981 · 1982 · 1983 · 1984 · 1985 · 1986 · 1987 · 1988 · 1989 · 1990 · 1991 · 1992 · 1993 · 1994 · 1995 · 1996 · 1997 · 1998 · 1999 · 2000 · 2001 · 2002 · 2003 · 2004 · 2005 · 2006 · 2007 · 2008 · 2009 · 2010 · 2011 · 2012 · 2013 · 2014 · 2015 · 2016 · 2017 · 2018 · 2019 · 2020 · 2021 · 2022 · 2023 · 2024